# Kaleidoscope (álbum de Kelis)
Kaleidoscope é o álbum de estreia da artista musical estadunidense Kelis. O seu lançamento ocorreu em 7 de dezembro de 1999, através da Virgin Records. O disco possui uma sonoridade inspirada por gêneros urbanos como o R&B de uma forma "pesada", como foi citado por alguns críticos, e contém elementos proeminentes do funk, soul, rock, jazz e do hip hop.  O disco aborda temas como amor e, no caso de faixas como "Caught Out There", a raiva. As gravações do projeto ocorreram entre os anos de 1998 e 1999 em estúdios nos Estados Unidos, com a produção de The Neptunes.

## Faixas
Todas as faixas por Pharrell Williams e Chad Hugo, exceto onde anotado.
1. "Intro" – 1:55
2. "Good Stuff" (com Terrar) – 3:52
3. "Caught out There" – 4:51
4. "Get Along with You" – 4:27
5. "Mafia" (com Markita) – 4:18
6. "Game Show" – 5:04
7. "Suspended" (Kelis Rogers, Williams, Hugo) – 4:53
8. "Mars" – 5:15
9. "Ghetto Children" (com Marc Dorsey e N.E.R.D) (Williams, Hugo, Ricky Walters) – 4:48
10. "I Want Your Love" – 4:14
11. "No Turning Back" – 4:10
12. "Roller Rink" (Rogers, Williams, Hugo) – 4:58
13. "In the Morning" (Rogers, Williams, Hugo) – 4:20
14. "Wouldn't You Agree" (com Justin Vince) – 4:32

## Tabelas
| Tabela (2000)                          | Posição |
| -------------------------------------- | ------- |
| Bélgica (Flandres)                     | 32      |
| Holanda                                | 50      |
| Alemanha                               | 73      |
| Nova Zelândia                          | 46      |
| Suécia                                 | 47      |
| Suíça                                  | 92      |
| UK Albums Chart                        | 43      |
| EUA - Billboard 200                    | 144     |
| EUA - Billboard Top R&B/Hip-Hop Albums | 23      |
| EUA - Billboard Top Heatseekers        | 4       |

## Créditos
- Kelis – Vocal
- Marc Dorsey – Vocal
- Chad Hugo – Diversos instrumentos
- Markita – Vocal
- N.E.R.D – Vocal
- Terrar – Vocal
- Pharrell Williams – Diversos instrumentos
- Kenny Wray – Vocal de apoio
- Nicole Wray – Vocal de apoio